# Municipio de Rose (Pensilvania)
El municipio de Rose (en inglés: Rose Township) es un municipio ubicado en el condado de Jefferson en el estado estadounidense de Pensilvania. En el año 2000 tenía una población de 1.232 habitantes y una densidad poblacional de 24.9 personas por km².

## Geografía
El municipio de Rose se encuentra ubicado en las coordenadas 41°07′00″N 79°06′59″O / 41.11667, -79.11639.

## Demografía
Según la Oficina del Censo en 2000 los ingresos medios por hogar en la localidad eran de $33,636 y los ingresos medios por familia eran de $39,236. Los hombres tenían unos ingresos medios de $30,664 frente a los $18,542 para las mujeres. La renta per cápita de la localidad era de $17,472. Alrededor del 7,4% de la población estaba por debajo del umbral de pobreza.